# Mont d'Arvel
Le mont d'Arvel est une crête des Préalpes vaudoises située sur le territoire de la commune de Villeneuve, dans le canton de Vaud en Suisse. Le versant nord de la montagne est exploité en carrières depuis le Moyen Âge. On en extrait de la pierre à bâtir, du calcaire à crinoïde, appelé « marbre » en raison de l'aspect qu'elle prend après le polissage et, plus récemment, du ballast et du gravillon.

## Toponymie
L'origine du nom Arvel est inconnue, peut-être synonyme d'arpille, par permutation de p en v. Arpille désigne une petite alpe. Il est aussi évoqué un nom venant d'Arpel diminutif d'alpis désignant un alpage.
Le nom Malatraix pourrait venir du verbe en vieux français attraire, avec un sens d'« attirer ».

## Géographie
Le mont d'Arvel, situé dans le district d'Aigle, au sein du canton de Vaud, est l'arête terminale du chaînon d'Aveneyre. Elle sépare la vallée de l'Eau-Froide de celle de la Tinière et domine à l'est, la plaine de Villeneuve. Le mont d'Arvel s'étend du sud-ouest (tête de Sauquenil, 1 085 m) au nord-est (Malatraix, 1 767 m), point culminant du chaînon.

## Histoire des carrières
La région du Chablais vaudois, et plus particulièrement le sous-sol de Villeneuve est riche en matériaux de construction. Au sud du hameau de la Valeyre, les terrains calcaires de la basse vallée de la Tinière livrent du gypse, soit pierre à plâtre. La région de Crêt, Champloget, Vers-chez-les-Rois et des Terreaux fournit un calcaire utilisé de temps immémorial comme pierre à bâtir et comme pierre à chaux. Enfin, le pied du mont Arvel recèle un calcaire cristallin, matériau noble extrait depuis le XVe siècle comme pierre de taille et, surtout à partir du XIXe siècle, comme « marbre » en raison du bel aspect qu'elle prend après le polissage.
Avant la construction de la ligne de chemin de fer appelée depuis en 1890 le Jura-Simplon, les matériaux étaient exportés par barques à partir du port de Villeneuve. Un projet de canal entre la carrière et le lac, étudié vers 1849 par l’ingénieur Ignace Venetz, n'a pas été concrétisé. Dès 1856, les frères Berger, carriers originaires de Morzine en Savoie, louent les parcelles appartenant aux communes de Villeneuve et Noville et développent considérablement ces exploitations. Ils diversifient leur production avec l’extraction de pierre rose (En Forney et En Corbassière) et de pierre grise (A la Charmotte). Dès 1892, une voie de chemin de fer industrielle relie ces carrières à la gare de Villeneuve et permet une plus grande diffusion de ces matériaux.
Durant la seconde moitié du XIXe siècle, on observe en outre, au Crêt et à l’embouchure de la Tinière, la construction de deux usines de chaux et ciment. Ces petites industries disparaissent toutefois durant la première moitié du XXe siècle. Au début du XXIe siècle, seule la Société des Carrières d’Arvel SA (1905) est encore en activité.
Après avoir atteint un point culminant vers le milieu du XIXe siècle, l’industrie de la pierre naturelle connait un net déclin. S’il y a encore en Suisse, vers la fin du XIXe siècle, plus de 700 carrières fournissant de la pierre de taille, on n’en compte plus que 167 en 1929. En effet, l’utilisation généralisée du béton et du ciment, ainsi que la fabrication industrielle de briques en terre cuite de haute qualité provoquent l’abandon de la construction en pierre massive. La demande de produits à base de pierre naturelle reste forte cependant, mais s’oriente dans de nouvelles directions. Il faut désormais surtout du ballast pour soutenir les traverses de chemin de fer, ainsi que du sable et du gravier pour l’ensemble des grands travaux de génie civil.
La Société des carrières d’Arvel, créée en 1905, regroupe plusieurs exploitations précédemment familiales. Ceci permet une gestion plus rationnelle et une véritable industrialisation. Le premier conseil d’administration est dirigé par l’ingénieur Alexandre Koller (président) et par l’architecte Eugène Jost (vice-président).
Le 14 mars 1922, le site d'Arvel est victime d’un grave éboulement : 600 000 m3 de rocher dévalent jusque dans la plaine et ensevelissent les deux tiers du chantier de la carrière, endommageant gravement les installations.
Lors de la reprise des affaires après la Première Guerre mondiale et dans le cadre de l’électrification du chemin de fer, l’activité des carrières est marquée par la construction d’ouvrages d’art. En effet, malgré une mise en œuvre de plus en plus fréquente du béton, l'administration des Chemins de fer opte parfois pour le maintien d'une tradition constructive utilisant la pierre. Ainsi, par exemple, elle décide en 1922 que le viaduc de la Paudèze sera construit entièrement en maçonnerie et pierre de taille, à la fois pour des raisons d’esthétique et pour donner de l’occupation à une main-d’œuvre au chômage.
L'exploitation des matériaux se fait alors aux carrières dites La Brûlée, La Rouge, La Grise, La Charmotte, et La Blanche. Dès 1931, des concasseurs industriels permettent d'intensifier la production de gravillons, puis d'autres progrès techniques appuient une constante recherche d’amélioration du rendement.
En 1968, un changement des procédés d’extraction oblige à abandonner complètement la production de pierre de taille. Désormais, l’on fore des trous verticaux chargés d’explosifs sur toute leur hauteur. La déflagration de ces mines fragmente la pierre en morceaux dont la taille convient au concassage. En 1970, les gravillons d’Arvel sont reconnus être les meilleurs lors de leur examen au Laboratoire fédéral d'essai des matériaux et de recherche à Dübendorf, à la demande du bureau de construction des autoroutes. La même année, Colas, entreprise de construction routière et de génie civil, devient actionnaire majoritaire des carrières d’Arvel.

## Marbre d’Arvel
Ce calcaire à crinoïdes, appartenant à la période géologique du Lias, existe en deux coloris. La variété gris-noir, très dure, était réservée aux dallages. La variété rose-brun, très caractéristique et qui peut prendre un beau poli, était de loin la plus utilisée.
Cette pierre rose-brun est mise en œuvre en 1435 déjà comme pierre de taille à la chapelle de l'hôpital de Vevey et l'on retrouve ce matériau au tout début du XVIe siècle au clocher de l'église Saint-Martin, à Vevey également.
L'un des premiers exemples d'emploi comme pierre noble s'observe à la cathédrale de Lausanne, où ce matériau, finement sculpté de la devise de l’évêque Aymon de Montfalcon, est mis en œuvre vers 1505 pour la construction des murs de sa chapelle.
Un usage décoratif ne se généralise toutefois qu’à partir de 1800. Il devient très fréquent tout au long du XIXe siècle pour divers éléments architecturaux, ainsi que des dallages, cheminées de salon et fontaines domestiques. Le marbrier François-Louis-Vincent Doret possède en 1827 une parcelle de terrain au pied du mont Arvel, située à la Corbassière. De là provient sans doute le marbre rose-brun que cet artisan fournit en grandes quantités. Doret signale toutefois en 1849 que cette carrière n’est plus exploitée. Il n’a plus l’utilité, dit-il, de blocs qui s’y trouvent encore entreposés, car «depuis plusieurs années, les travaux de construction se trouvant considérablement diminués, l’emploi de ce marbre est devenu à peu près nul». Cette utilisation reprendra cependant par la suite, jusqu'au début du XXe siècle.

## Dans la culture
Le point culminant de la montagne donne son nom à un roman d'Emmanuelle Robert, Malatraix.

## Sources
- Michèle Grote, « Villeneuve (VD) » dans le Dictionnaire historique de la Suisse en ligne, version du 28 février 2013..
- Michèle Grote et Bernard Streiff, Les carrières d'Arvel : une société centenaire, Villeneuve, Carrières d'Arvel, 2005
- Ph. Choffat, « L'écroulement d'Arvel (Villeneuve) en 1922 », Bulletin des laboratoires de géologie... de l'Université de Lausanne, Lausanne, no 43,‎ 1929.
- Paul Bissegger, « Noir, brun, rouge, violet et jaspé: les marbres du Chablais vaudois », Von Farbe und Farben. Albert Knoepfli zum 70. Geburtstag, Zurich, Veröffentlichungen des Instituts für Denkmalpflege an der Eidgenössischen Technischen Hochschule, no 4,‎ 1980, p. 79-84.